# Bunnythorpe
La ville de Bunnythorpe est une localité de la région de Manawatu-Wanganui, située dans l’Île du Nord de la Nouvelle-Zélande.

## Situation
Elle est localisée à 10 km au nord de la principale ville de la région, qui est Palmerston North.
Bunnythorpe est environ à mi-chemin entre la ville de Palmerston North et la seconde plus importante zone d’habitat, Feilding.
Vers l’est du village se trouve la localité d’Ashhurst, alors que celle de « Kairanga » est située à l’ouest.
Bunnythorpe constitue une partie de la plaine de Manawatu (en) et est formée d’une zone relativement plate de terre avec quelques collines entourant des propriétés agricoles.
Plusieurs petits cours d’eau circulent à travers la ville : le Mangaone Stream et le Jack's Creek courent parallèlement en direction du sud-ouest, à travers Palmerston North.
Plusieurs petites voies d’eau fusionnent avec ces ruisseaux passant dans le sud de Bunnythorpe.

## Population
La population était de 222 habitants lors du recensement néo-zélandais de 2013 et de 687 en 2018.

## Activités économiques
Les fermes laitières sont l’activité prédominante de la région alentour mais les installations de la communauté comprennent aussi l’école Bunnythorpe School, avec un effectif de 80 élèves en 2010 ainsi que le Rugby Football Club, country club et plusieurs usines.
L’opérateur national du réseau électrique : la société Transpower (en) a une importante sous-station électrique près du village.
C’est le point majeur de commutation pour sa ligne à haute tension située dans la partie inférieure du centre de l‘île du Nord, et il est aussi responsable de la fourniture électrique du nord et de l’est de Palmerston North et du district de Manawatu.

## Histoire
La ligne de chemin de fer du ligne principale de l’île du Nord (en) passait sur des terrains appartenant au gouvernement, qui furent subdivisés et devinrent plus tard Bunnythorpe.
Le village doit son nom à Henry Bunny, secrétaire-trésorier du conseil provincial de Wellington (en), conseil qui fonctionna de 1853 à 1876.
De l’autre côté de la voie ferrée, la ville de Mugby Jonction devait voir le jour. Il fut proposé en 1878, que la liaison entre la ligne principale de l’île du Nord et la ligne de Napier ait lieu à cet endroit.
Toutefois, les plans changèrent et la jonction fut effectuée à Palmerston North. Ainsi, la construction de Mugby Junction n'a jamais eu lieu,.

## La compagnie Glaxo

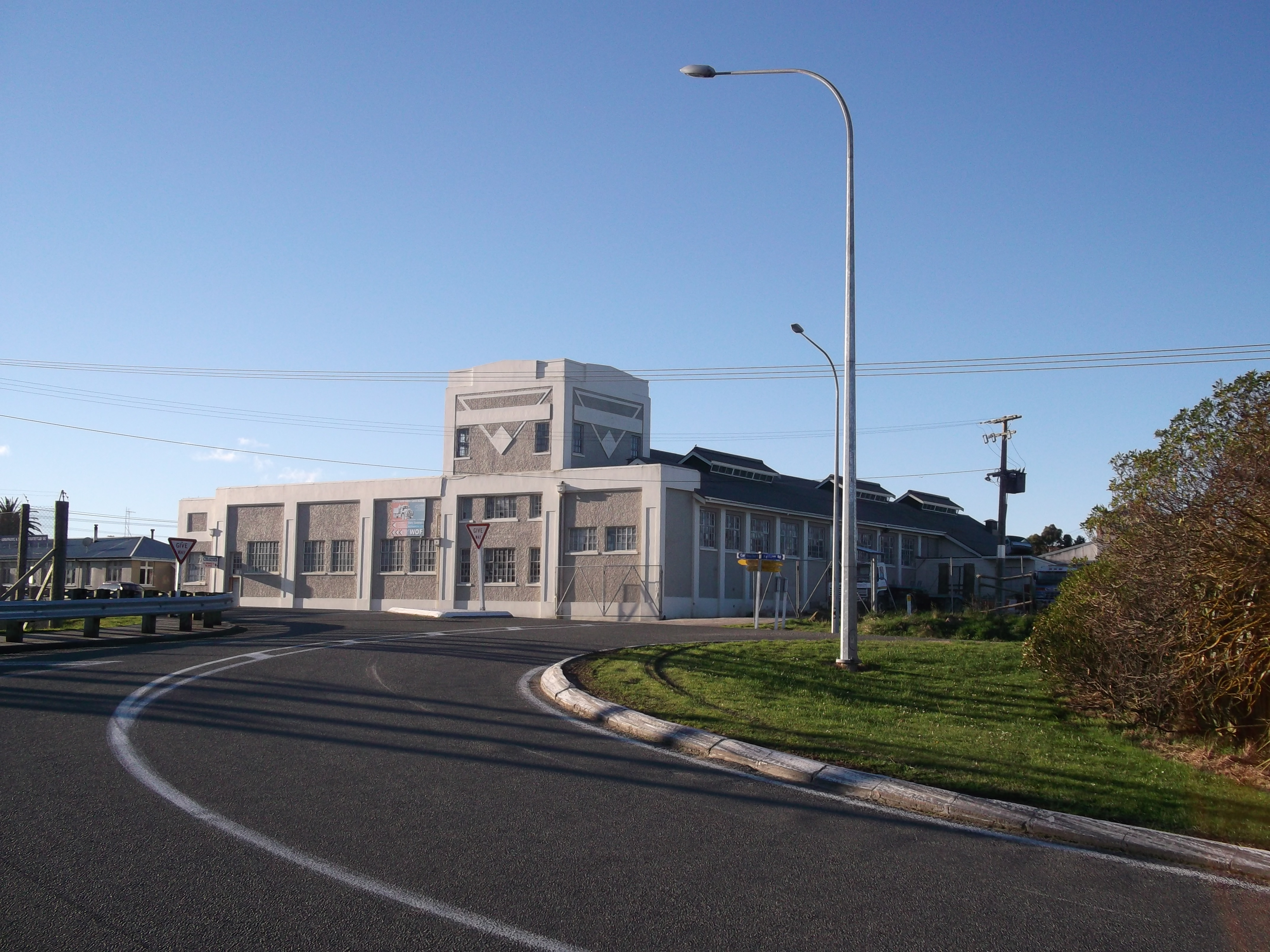
L’usine historique Glaxo.

Bunnythorpe donna surtout naissance à la compagnie pharmaceutique Glaxo et à ses produits.
En 1904, Joseph Nathan and Sons fondèrent une manufacture d’alimentation pour bébés, qui transformait le lait local en un aliment pour nourrisson appelé Glaxo (vendu dans les années 1930 sous le slogan « Glaxo builds bonny babies » soit « Glaxo construit de jolis bébés»).
En 2010, l’usine qui assurait la déshydratation du lait de vache et sa transformation en poudre est toujours présente dans la rue principale de la localité de Bunnythorpe. Le logo original de Glaxo est clairement visible, mais rien n'indique qu'il s'agit du lieu de naissance de ce qui est maintenant une multinationale majeure. La production a eu lieu à Bunnythorpe jusqu’en 1973. 
En 1979, l’usine Glaxo fut transformée en fabrique de cycles Pantha BMX, qui fut la première usine de BMX en Nouvelle-Zélande et a également accueilli la première piste de BMX du pays. Depuis 2010, le bâtiment est une propriété commerciale.
La compagnie Glaxo est devenue un important fabricant de produits pharmaceutiques et, après une série de fusions, a intégré la société anglaise GlaxoSmithKline en 2000.

## Climat
Bunnythorpe a un climat tempéré très similaire à celui de Palmerston North, mais les températures ont tendance à être légèrement plus basses en hiver et peuvent aussi être significativement plus basses durant les mois d’été, de décembre à février.
La température moyenne l’été est de 20,6 °C et celle durant les mois les plus froids de juin à août est de 11,2 °C.

## Parcs et loisirs
Bunnythorpe est populaire parmi les jeunes enfants avec une petite commune considérée comme sure.
Les enfants passent souvent leur temps de loisir sur les terrains de jeu de l’école primaire et sur les terrains de sports dont l'accès est libre.
Le siège du Rugby Football Club est situé sur Raymond Street avec des salles. À proximité, un cénotaphe commémoratif de l’ANZAC est érigé.
Le pont du ruisseau de Mangaone situé près de Maple Street sur la route Te Ngaio Road est aussi apprécié des enfants, qui peuvent y attraper des anguilles et des truites d’eau douce.

## Transports

### Accès routier
Les principaux accès vers Bunnythorpe sont : Railway Road au sud, en provenance de Palmerston North ou Wellington ; Ashhurst-Bunnythorpe Road à l'est, en provenance de la localité d'Ashhurst, de Woodville ou de Hawke's Bay ; Kairanga Bunnythorpe Road à l'ouest ; Campbell Road au nord en provenance de la ville de Feilding.

### Aérien
Bunnythorpe est à moins de dix minutes de l’aéroport de Palmerston Nord (en) situé à Milson, d'où des vols réguliers sont disponibles à destination de Auckland, Wellington, Hamilton, Christchurch et Nelson.

### Rail
La ligne principale de l’île du Nord (en) passe à travers le centre de Bunnythorpe mais les trains ne desservent plus la localité, la gare ayant été fermée en 1985. Les trains de fret et de passagers circulent fréquemment entre Wellington et Auckland et les passagers doivent se rendre à Palmerston North pour monter à bord.

### Bus
Un service de bus relie Feilding et Palmerston North, une fois par heure ; il s'arrête à Bunnythorpe. Le principal arrêt à Palmerston North et nommé Main Street ; c'est aussi le principal terminus pour la banlieue de Palmerston North, où des correspondances permettent de rejoindre d'autres banlieues. Les bus Inter-City partent de Palmerston North.

## Gouvernance

### Gouvernance locale
Bunnythorpe, jusqu'à récemment, était une partie du district de Manawatu, mais dans le but d’accroître la taille de la région, le district de Manawatu agréa pour le transfert d'une portion de son territoire à Palmerston North ; Bunnythorpe était une partie de cette portion.

### Gouvernance centrale
Bunnythorpe est représentée dans la zone de l'électorat de Rangitīkei (en) par Ian McKelvie (en) du parti National.
Bunnythorpe est une partie de l'électorat Maori de Te Tai Hauāuru (en).